# Verein zur Förderung der Psychologischen Menschenkenntnis
Der Verein zur Förderung der Psychologischen Menschenkenntnis (VPM) war ein psychologisch-pädagogisch orientierter interdisziplinärer Verein. Er wurde 1986 von der Psychologin Annemarie Buchholz-Kaiser (* 12. Oktober 1939; † 21. Mai 2014) aus den Resten der Zürcher Schule für Psychotherapie von Friedrich Liebling gegründet. Der Verein wurde von Fachorganisationen, Sektenexperten, ehemaligen Mitgliedern und den Medien wegen der von ihm vertretenen Positionen und seiner autoritären Strukturen als Psychosekte kritisiert und führte deshalb zahlreiche Prozesse.
Der Verein löste sich 2002 auf; Anhänger sind aber in den Bereichen Psychologie, Pädagogik und Medizin sowie publizistisch und politisch weiterhin in seinem Sinne tätig und unterstützen rechtspopulistische sowie pro-putinistische Positionen.

## Tätigkeit und Ziele
Der VPM sah sich in der Tradition der Individualpsychologie von Alfred Adler, der Kulturanthropologie sowie der Entwicklungspsychologie. Nach eigenen Aussagen bezog er auch neuere wissenschaftliche Befunde mit ein. Als Ziel gab der Verein an, die Psychologie für jeden Menschen zugänglich und nutzbar zu machen. Vorbild sei die Medizin gewesen, die sich über Jahrhunderte aus verschiedenen Schulen und Richtungen zu einer wissenschaftlich anerkannten Disziplin entwickelte. Nach eigenen Aussagen berücksichtigte der VPM neben psychologischen, pädagogischen und sozial-ethischen Fragen von allgemeinem Interesse besonders Forschungsergebnisse zu Fragen der Ethik, der menschlichen Wertebildung und -erhaltung. Der VPM sah sich selbst als politisch und konfessionell neutral und betonte gegenüber der Kritik, sich an den naturrechtlich-christlichen Werten der Schweizer Kultur und der freiheitlich-demokratischen Grundordnung zu orientieren.
Der VPM bot Fort- und Weiterbildungsmöglichkeiten auf dem Gebiet der Psychologie, der Psychosomatik und der Pädagogik an. Er veranstaltete jährlich psychologisch-pädagogische Kongresse, Schulungswochen und Arbeitstagungen zu Fragen des menschlichen Zusammenlebens und veröffentlichte über 80 Bücher und Publikationen.

## Engagement und Ausrichtung
Ärzte, Psychologen und Lehrer im VPM sahen sich mit neuen Phänomenen des späten 20. Jahrhunderts konfrontiert, hauptsächlich «Drogenmissbrauch, die AIDS-Epidemie, ‹radikale› Schulreformen und ‹Werteverfall›»:
Psychologen und Ärzte im VPM erstellten ein ausstiegsorientiertes Drogenkonzept. Demnach könne eine Verbreitung der Drogensucht nur mit einer klaren Haltung gegen alle Liberalisierungs- und Legalisierungsbestrebungen eingedämmt werden. Deshalb setzten sie sich nach eigenen Angaben mit wissenschaftlichen Stellungnahmen und in Übereinstimmung mit dem UNO-Präventionskonzept und dem Suchtstoffkontrollrat (INCB) für eine Jugend ohne Drogen ein. Zugleich verbreitete der VPM Verschwörungstheorien, die hinter der Verbreitung der Drogen das Umsturzkonzept einer marxistisch-revolutionären Verschwörung sahen. Dies stand in diametralem Gegensatz zu Friedrich Lieblings Vorstellung von den Drogen als Mittel der kapitalistischen Systemstabilisierung und Lähmung revolutionärer Kräfte.
Postmoderne Erziehung und aus Sicht des VPM «nicht-pädagogisch orientierte radikale Schulreformen» zeigten in der Auffassung des Vereins negative Auswirkungen auf die Lernhaltung der Schüler und die Qualität der Bildung. Der VPM versuchte dem entgegenzusteuern, indem er eine «werte- und pädagogisch orientierte Erziehung und Bildung» förderte. Erklärtes Ziel war eine «lebensfrohe, hilfsbereite und leistungswillige Jugend».
Auch im Umgang mit HIV/AIDS sah der VPM subversive Kräfte am Werk. Seines Erachtens bedienten sich die «Neuen Linken» «gesellschaftlicher Randgruppen (Homosexuelle, Prostituierte, Drogensüchtige und Gefängnisinsassen)» als «revolutionäres Potenzial»: «Dabei geht es nicht nur um die Eroberung der politischen Macht, sondern damit einhergehend auch um die Umwertung zentraler kultureller Wertvorstellungen unserer Gesellschaft. Die homosexuellen Interessengruppen versuchen, ihre Vorstellungen von Sexualität, Familie und zwischenmenschlicher Beziehung sowie von Medizin und anderen Wissenschaften zu neuen vorherrschenden Norm zu erklären und der Gesellschaft aufzuzwingen. Die Einflussnahme auf die Aidsprävention ist ein Baustein in diesem Plan.»
Offiziell wollte der VPM «aufgeklärten bürgerlichen Werteauffassungen im heutigen gesellschaftspolitischen Meinungskampf eine demokratisch legitimierte Stimme geben» und machte dazu von verbürgten Grundrechten Gebrauch. Zusammen mit gleichgesinnten Organisationen nutzte er die Mittel der direkten Demokratie in der Schweiz. Vorgeblich trat er ein für «Gewaltfreiheit im zwischenmenschlichen Umgang» und bezog Stellung gegen «politischen Extremismus von rechts und links».
Der VPM galt als politisch rechtsaussen. Der Rechtskonservativismus des VPM stand dabei in deutlichem Gegensatz zur progressiven Ausrichtung der früheren Zürcher Schule Lieblings. Bei den Zürcher Gemeindewahlen 1994 kandidierten acht VPM-Mitglieder auf den Listen der Auto-Partei. Ab den 1990er-Jahren gab es Kooperationen und Doppelmitgliedschaften von VPM-Mitgliedern mit verschiedenen rechtsradikalen, rechtspopulistischen, evangelikalen und rechtskatholischen Organisationen und Parteien. Die Schweizerische Volkspartei (SVP) distanzierte sich vordergründig vom VPM. Verschiedentlich traten aber SVP-Politiker an VPM-Veranstaltungen auf. Ab 1993 war das VPM-Mitglied Alexander Segert Redaktor der SVP-Parteizeitung Zürcher Bote sowie der vom SVP-Politiker Ulrich Schlüer herausgegebenen Schweizerzeit. Eine enge Zusammenarbeit zwischen SVP und VPM gab es insbesondere bei der Eidgenössischen Volksinitiative «Jugend ohne Drogen», die 1997 vom Volk deutlich abgelehnt wurde, sowie weiteren drogenpolitischen Abstimmungen. Die wiederholten Kooperationen führten bei der politischen Gegnerschaft und in den Medien zur Entstehung des spöttischen Kürzels «SVPM». 1999 bekämpfte der VPM zusammen mit mehreren SVP-Kantonalsektionen (darunter Zürich) sowie den Schweizer Demokraten und der Freiheits-Partei erfolglos die Totalrevision der Schweizer Bundesverfassung. Seit der offiziellen Auflösung des VPM 2002 sind verschiedene ehemalige VPM-Mitglieder in der SVP und SVP-nahen Organisationen aktiv.

## Vereine, die mit dem VPM in Verbindung standen
Als Vereine, die massgeblich von VPM-Mitgliedern gegründet wurden, gelten folgende:
- Aids-Aufklärung Schweiz (AAS), ist eine 1989 gegründete Ärzteorganisation, die sich der Prävention und Aids-Aufklärung widmet.[14] Der Verein nennt sich heute «Ärzte für sexuelle Gesundheit». Dem Gründungsvorstand der Vereinigung gehörte auch der SVP-Politiker und Jurist Christian Huber an.
- Verein Jugend ohne Drogen (JoD), der schweizweit durch die von ihm lancierte Volksinitiative «Jugend ohne Drogen» bekannt geworden ist. Die Initiative lehnte die Vier-Säulen-Politik des Bundes (Prävention, Therapie, Schadensminderung, Repression) ab, forderte eine einseitig repressive, auf Abstinenz gerichtete Politik und wollte damit auch die heroingestützte Behandlung verhindern. Sie wurde 1997 mit 71 % Nein-Stimmen deutlich abgelehnt.[15] Der Verein Jugend ohne Drogen umfasste VPM-Mitglieder sowie rechtsbürgerliche Politiker, insbesondere der Schweizerischen Volkspartei. Aktuelle Präsidentin ist die SVP-Politikerin Verena Herzog, Sekretär und Kassier seit der Gründung der Berufsschullehrer und VPM-Mitgründer Jean-Paul Vuilleumier. Dem Verein gehören auch Scientologen an.
- In den 1990er Jahren waren im Trägerverein der Gedenkbibliothek zu Ehren der Opfer des Kommunismus Mitglieder des VPM tätig. Wesentlich beteiligt war hierbei Siegmar Faust[16], der auch noch in seiner späteren Funktion als Landesbeauftragter für die Stasi-Unterlagen des Landes Sachsen Kontakte zu VPM-Mitgliedern unterhielt.[17][18][19]

Gruppen, die eine ähnliche Ausrichtung vertraten oder vertreten wie der VPM und aus dessen Kreisen entstanden sind, sind beispielsweise:
- die Stiftung Psychologische Lehr- und Beratungsstelle[20][21]
- der Europäische Verband zur Förderung der psychologischen Menschenkenntnis (EVPN) – in Köln gegründet.[22]
- der Arbeitskreis qualifiziertes Studium Köln.[23]
- die Gesellschaft (bzw. das Institut) zur Förderung der psychologischen Menschenkenntnis Deutschland.[24]
- die Hippokratische Gesellschaft Schweiz.[25]
- das Studentenforum an der Universität Zürich (SFU)[26]
- das Komitee für eine demokratische Volksschule.[27]
- der Für Familie und Gesellschaft, St. Gallen[28]
- der Arbeitskreis Wirtschaft und Verwaltung, Zürich.[28]
- der Verein Jugendberatung[29]
- das Institut für personale Humanwissenschaften und Gesellschaftsfragen (IPHG)[30]
- der Verein Kritische Auseinandersetzung mit Zeitfragen[31]
- die Genossenschaft Zeit-Fragen[32]
- die Arbeitsgemeinschaft "Mut zur Ethik"[33]
- die Gesellschaft für Frieden und Verständigung in Afrika[34][35]
- das Forschungsinstitut für direkte Demokratie (FIDD)[36]
- die Gustav-Siewerth-Akademie[37]

## Kritik
Der Verein wurde von Fachorganisationen, Sektenexperten, ehemaligen Mitgliedern und den Medien wegen der von ihm vertretenen Positionen und seiner autoritären Strukturen als Psychosekte kritisiert und führte deshalb zahlreiche Prozesse.
Innerhalb von 15 Monaten (1992 und 1993) erschienen 2.727 kritische Artikel über den VPM allein in der Schweizer Presse. Fast jeder Artikel enthält einen «Sektenvorwurf». Ehemalige Mitglieder, die sich zum Teil im Verein «Psychostroika» organisierten, beklagen autoritäre Strukturen und dass ein Abweichen von der «richtigen Meinung» nicht geduldet werde. Es gebe auch eine sehr klare Freund/Feind-Einteilung. Auch die Wissenschaftlichkeit der Methoden des Vereins wurde mehrfach in Frage gestellt. Einem Zeit-Artikel von 1993 zufolge sei der Verein «bekannt für rabiate Auftritte, Diffamierungen und eine unglaubliche Prozeßwut», Gegner des Vereins erlebten fanatische Rufmordkampagnen und würden mit Gerichtsprozessen überzogen, so dass Zeugen verstummten und selbst Zeitungsredaktionen das Thema gescheut hätten. Homosexualität werde vom Verein als zu heilende Krankheit behandelt. Aussteiger würden teils erheblich diffamiert oder sogar zu Hause ausspioniert.
Der Berufsverband Deutscher Psychologinnen und Psychologen e. V. (BDP) gab 1994 folgende Pressemitteilung heraus:
«Der BDP hält an seiner Einschätzung fest, daß es sich beim VPM um einen Psychokult handelt, der durch seinen Namen bei Behörden, in Fachkreisen und der allgemeinen Öffentlichkeit den Eindruck einer psychologisch-wissenschaftlichen Fachgesellschaft zu erwecken sucht und sich zudem nach außen den Anschein einer caritativen Organisation gibt, die Menschen in persönlichen Schwierigkeiten oder bei persönlichen Nöten mit psychologischem Rat und mit psychotherapeutischer Behandlung Hilfe leistet. Diese sogenannte psychotherapeutische Betätigung des VPM entbehrt jedoch nach Auffassung des BDP jedweder fachlichen Grundlage.»
Auch die Deutsche Gesellschaft für Individualpsychologie e. V. (DGIP), die sich wissenschaftlich anerkannt auf das Werk von Adler stützt, bezog zur Berufung des VPM auf Alfred Adler kritisch Stellung:
«Der Bundesvorstand der DGIP distanziert sich von den Aktivitäten und psychologischen Auffassungen des VPM. Dieser beruft sich zwar in seiner Theoriebildung ebenso wie die DGIP auf die Individualpsychologie Alfred Adlers. Der sektenhafte Anspruch des VPM und seiner Organisationen auf eine Art Definitionsmonopol steht aber im krassen Widerspruch zur wissenschaftlichen Orientierung der Individualpsychologie.»
1996 legte die deutsche Bundesregierung einen Entwurf für eine Informationsbroschüre vor, in dem unter anderem auch der VPM thematisiert wurde. Dagegen wehrte sich der Verein mit einem Antrag auf Erlass einer einstweiligen Anordnung. Das Oberverwaltungsgericht Münster wies diesen Antrag des VPM u. a. wie folgt ab:
«Vor dem Hintergrund der gesamten vorstehenden Ausführungen erweist sich auch die zusammenfassende Einschätzung in der geplanten Broschüre …», «für den einzelnen besteh(e) die Gefahr, daß eine tiefe Abhängigkeit zu der Gruppe entsteht, der individuelle Lebenslauf den Gruppennormen und dem ‹Gemeinschaftsgefühl› angepasst wird und so eine zunehmende Entfremdung zum bisherigen sozialen und persönlichen Umfeld entsteht», bei summarischer Prüfung als sachliches Werturteil, das auf einem vertretbar gewürdigten Tatsachenkern beruht. Das oben näher beschriebene Konzept des VPM einer Steigerung des Gemeinschaftsgefühls, der Absolutheits- und Heilsanspruch sowie die subtilen Macht- und Kontrollmechanismen lassen die Warnung der Antragsgegnerin (gemeint ist hier die Bundesregierung), es bestehe die «Gefahr» der Gruppenanpassung und Abhängigkeit sowie der Entfremdung, als nicht unsachlich erscheinen. Eine solche Gefährdung kommt nicht nur für Mitglieder des VPM, sondern für alle in Betracht, die an den Aktivitäten des VPM und seiner Mitglieder teilnehmen. Hierzu zählen nicht nur (junge) Erwachsene, sondern auch Kinder und Jugendliche, die ebenfalls eine Zielgruppe des VPM sind.
Der VPM führte über hundert Prozesse allein in Deutschland, teilweise über mehrere Instanzen. Die meisten Klagen wurden unter Verweis auf die Meinungsfreiheit abgewiesen. So heisst es zum Beispiel im Urteil Oberlandesgericht Celle 13 U 115/98 VPM ./. Hemminger u. a.:
Das Landgericht hat nach Durchführung einer umfangreichen Beweisaufnahme durch Vernehmung einer Vielzahl von Zeugen die Klagen abgewiesen. Zur Begründung hat es zu den einzelnen angegriffenen 54 Passagen ausgeführt, warum es sich um zulässige Meinungsäußerungen, nicht nachweislich unwahre Tatsachenbehauptungen, die gerechtfertigte Verbreitung von Tatsachenbehauptungen bei Wahrnehmung berechtigter Interessen handele.

## Auflösung des VPM und fortgeführte Aktivitäten
Am 3. März 2002 gab der VPM offiziell seine Auflösung bekannt. Der Journalist Hugo Stamm ist jedoch der Ansicht, dass dies nur aus «taktischen Gründen» geschehen sei und die Anhänger seine Aktivitäten weiterführen. 2015 schrieb der Tages-Anzeiger dazu: "Die VPM-Leute agieren bis heute im verschwiegenen Stil weiter. Ihre Taktik: Sie gewinnen Gesinnungsgenossen für ihre politischen Aktionen, ziehen aber die Fäden im Hintergrund. So lancierten ehemalige VPM-Mitglieder in der Vergangenheit fast im Alleingang Initiativen, zum Beispiel gegen die neue Bundesverfassung, die bilateralen Verträge, die Auslandeinsätze der Armee, das Zürcher Volksschulgesetz und den UNO-Beitritt sowie die Maulkorbinitiative." Unter anderem gibt es seit 2002 folgende Berichte, wonach frühere VPM-Anhänger weiterhin organisiert aktiv sind:
- seit 2002:  Die vom VPM im gleichnamigen Verlag[48] herausgegebene Zeitschrift Zeit-Fragen existiert als Print- und Web-Projekt sowie als Genossenschaft weiterhin[49] und tritt unter anderem mit Veranstaltungen auf der Leipziger Buchmesse in Erscheinung.[50] Sie wird seit 2000 auch durch das von dem französischen Verschwörungsideologen Thierry Meyssan verantwortete, von Syrien aus betriebene Réseau Voltaire in mehreren Sprachen veröffentlicht, darunter in Französisch unter dem Titel Horizon et Débats mit mehr als 200 Ausgaben. Heute publiziert die Zeitschrift Zeit-Fragen regelmässig putinistische Propaganda, darunter 2021 einen affirmativ eingeleiteten Text von Putin selber[51] und verschiedene Artikel von Guy Mettan (Präsident der Handelskammer Schweiz–Russland und Genfer SVP-Grossrat) sowie dem verschwörungsaffinen Hannes Hofbauer, die als hauptsächliche internationale Verbreiter des "Russophobie"-Narrativs der putinistischen Propaganda gelten. Solche Artikel waren teilweise im Rahmen einer Bestechungsaktion der russischen Auslandspropaganda bei Zeit-Fragen platziert worden (s. u.: seit 2022).[52][53] Ausserdem druckt Zeit-Fragen verschiedentlich Beiträge aus dem deutschen Magazin Compact ab, das vom deutschen Verfassungsschutz als gesichert rechtsextrem eingestuft ist[54], eine Kooperationspartnerschaft mit dem putinistischen Institut für Demokratie und Zusammenarbeit führt und 2024 als verfassungsfeindlich verboten wurde.[55]
- seit 1999: Die VPM-Mitglieder Danièle Beringer und Beatrice Deubelbeiss leiten die von ihnen gegründete «Privatschule am Mutschellen».[56][57]
- seit 2002: Die Europäische Arbeitsgemeinschaft «Mut zur Ethik», die als Veranstalterin jährlicher Kongresse auftritt, ist weiter aktiv.[4][58] Am Kongress von 2015 (der ersten Konferenz seit der völkerrechtswidrigen russischen Annexion der Krim) referierten neben den ehemaligen VPM-Mitgliedern René Roca, Moritz Nestor und Axel Grunow unter anderen der rechtsradikale deutsche Journalist und Querfront-Aktivist Jürgen Elsässer, der rechtsnationale frühere Bundestagsabgeordnete Willy Wimmer sowie Živadin Jovanović (1998–2000 letzter Aussenminister der jugoslawisch-serbischen Regierung von Slobodan Milošević). Der Kongress verabschiedete ein Manifest mit einer antiamerikanischen und anti-EU Stoßrichtung.[59] Der Kongress von 2022 verurteilte die angeblichen "menschenverachtenden Hasstiraden gegen Russland und seinen Präsidenten" und folgte in seiner Interpretation des Ukrainekrieges weitgehend der Linie der putinistischen Propaganda.[60]
- Das VPM-Gründungsmitglied Jean-Paul Vuilleumier ist Sekretär des Vereins «Jugend ohne Drogen»[61] sowie Chefredaktor der Zeitschriften Horizons et débats (französische Version von Zeit-Fragen) und Schweizer Standpunkt.[62]
- 2003: Ehemalige VPM-Mitglieder (Matthias Erne, Jean-Paul Vuilleumier, Thomas Lippmann, Erika Vögeli, Thomas Seitz) betätigten sich beim Referendum gegen das Reformprogramm «Armee XXI».[63]
- 2003 bis 2008: Ex-Mitglieder des VPM engagierten sich für die «Maulkorb-Initiative», die mit 75 % Nein-Stimmen abgelehnt wurde.
- seit 2006: Das VPM-Gründungsmitglied René Roca betreibt das «Forschungsinstitut für direkte Demokratie» in Oberrohrdorf-Staretschwil.[64] Roca publiziert regelmässig in der Zeitschrift Zeit-Fragen (die er 2000 bis 2005 als Chefredaktor geleitet hat) und hat zwei Broschüren für die Aktion für eine unabhängige und neutrale Schweiz (Auns) verantwortet.[65]
- 2008: Im rechtsbürgerlichen Abstimmungskomitee gegen die Teilrevision des Betäubungsmittelgesetzes wirkten mehrere Personen aus VPM-Netzwerken mit.[66][67]
- 2008: Das von früheren VPM-Anhängern gegründete private Internat «Schloß Bohlingen e. V.» (Baden, Deutschland), mittlerweile «Internat Friedrichsheim», wurde in Medienberichten wegen extrem restriktiver Erziehungsmethoden gegenüber problematischen Jugendlichen kritisiert.[68][69]
- 2009 bis 2010: Einbindung[70][71][72] in die Vereinigung gegen mediale Gewalt (VGMG) um den Berner Kantonsrat Roland Näf, die weit reichende Verbote gegen Gewalt darstellende Unterhaltungsmedien und insbesondere so genannte Killerspiele anstrebt. Es befand sich rund ein Dutzend ehemaliger VPM-Anhänger unter den Gründungsmitgliedern der VGMG; diese verlinkte bis zum Frühjahr 2010 billigend VPM-nahe Websites und publizierte auf ihrer Titelseite Texte von VPM-Anhängern. Auf Aufforderung der Vereinigung traten die ehemaligen VPM-Anhänger im Frühsommer 2010 aus dem Verein aus.
- 2010: Das ehemalige VPM-Mitglied Matthias Erne gab zusammen mit dem rechtsradikalen deutschen Journalisten und Querfront-Aktivisten Jürgen Elsässer in der Compact-Reihe des Kai Homilius Verlags den Titel Erfolgsmodell Schweiz heraus.[73] Das Buch mit einer antiamerikanischen und anti-EU Tendenz enthielt neben Texten der ehemaligen VPM-Mitglieder Judith Barben, René Roca und Matthias Erne unter anderem auch einen Beitrag des SVP-Bundesrats Ueli Maurer.
- 2012: Ex-Mitglieder des VPM engagierten sich beim erfolglosen Referendum gegen das eidgenössische Tierseuchengesetz.
- 2013: Der ehemalige VPM-Anhänger Markus Erb betätigte sich im erfolglosen Referendum gegen das revidierte Epidemiengesetz. Acht Jahre später verglich er die Schweizer Corona-Politik auf seiner Website «Bürger für Bürger» mit den Methoden einer Diktatur.[74]
- 2015: Das VPM-Gründungsmitglied Klaus Rüdiger kandidierte erfolglos für die SVP für das Schulratspräsidium von Wil.[75] Nachdem er sich vom VPM öffentlich distanziert hatte, lancierten andere ehemalige VPM-Mitglieder eine Diffamierungskampagne gegen ihn.[76][77][78] Sechs Jahre später zog Rüdiger aus Protest gegen das Covid-Zertifikat seine Kandidatur für des Gemeinderatspräsidium von Wil zurück.[79] Zuvor hatte Rüdiger jahrelang als Parteisekretär der SVP des Kantons St. Gallen fungiert und war von dieser 2004 erfolglos für den Rat der Pädagogischen Fachhochschule Rorschach vorgeschlagen worden. 2000 bis 2006 leitete er die VPM-nahe Gesellschaft für Frieden und Verständigung in Afrika.[80]
- 2016: Das ehemalige VPM-Mitglied Hedwig Schär gehörte dem Präsidium des Initiativkomitees der reformfeindlichen Thurgauer Volksinitiative «für eine gute Volksschule ohne Lehrplan 21» an, die mit 75 % Nein-Stimmen abgelehnt wurde. Auch im Zürcher Initiativkomitee gegen den Lehrplan 21 waren ehemalige VPM-Mitglieder aktiv, darunter Reinhard Koradi, Präsident der Genossenschaft «Zeit-Fragen», des «Vereins Jugendberatung» und des «Komitees selbstbewusste freie Schweiz».[81][82][83] Dem lehrplanfeindlichen Komitee «Starke Schule beider Basel» gehörte vorübergehend das VPM-Gründungsmitglied René Roca an, das aber nach Bekanntwerden seines Hintergrundes vom Komitee ausgeschlossen wurde. Dem Aargauer Komitee gegen den Lehrplan 21 gehörte das ehemalige VPM-Mitglied Elfy Roca an. Die Volksinitiativen gegen den Lehrplan 21 wurden in acht Kantonen mit grossen Mehrheiten abgelehnt.
- 2016: Der verschwörungstheoretische Publizist Daniele Ganser stützte sich in seinem Buch Illegale Kriege mehrfach auf unbelegte Behauptungen aus Artikeln der putinfreundlichen VPM-Zeitschrift Zeit-Fragen.[84] Diese Artikel waren teilweise im Rahmen einer Bestechungsaktion der russischen Auslandspropaganda bei Zeit-Fragen platziert worden (s. u.: seit 2022).[85][86]
- 2016 bis 2020: Das ehemalige VPM-Mitglied Karen Nestor, Oberärztin am Kantonsspital St. Gallen, gehörte der Nationalen Ethikkommission im Bereich der Humanmedizin an.[87][88] Nestor war zu jener Zeit weiterhin Mitglied des Wissenschaftlichen Beirats der VPM-nahen Hippokratischen Gesellschaft, des Instituts für personale Humanwissenschaften und Gesellschaftsfragen sowie des Trägervereins Internat Friedrichsheim.[89]
- seit 2016: Die ehemaligen VPM-Mitglieder Henriette («Ariet») Hanke Güttinger, Reinhard Koradi und Thomas Kaiser (Ex-VPM-Präsident) redigieren die Zeitschrift Zeitgeschehen im Fokus, die unter anderem putinistische Propaganda verbreitet.[90] Dieselben Personen bilden den Vorstand des «Komitees selbstbewusste freie Schweiz».[91] Ebenso ist das ehemalige VPM-Mitglied Andreas Mylaeus für verschiedene deutsche und schweizerische Querfront-Plattformen als Übersetzer putinistischer Propagandatexte tätig.
- 2018: Die frühere VPM-Anhängerin Judith Barben trat mit einer polemischen Veröffentlichung gegen den «Lehrplan 21» hervor.[92]
- 2019: Das frühere VPM-Mitglied Gabriela Wirth Barben wurde als Parteiunabhängige ins Kantonsparlament von Appenzell Ausserrhoden gewählt und nahm in die Kommission Gesundheit und Soziales Einsitz.[93][94][95]
- seit 2022: Eine gemeinsame Recherche des Organized Crime and Corruption Reporting Project (OCCRP) und verschiedener Zeitungen enthüllte Anfang 2023, dass im Rahmen einer gross angelegten Bestechungsaktion der russischen Auslandspropaganda zur Mobilisierung publizistischer und politischer Unterstützung in Westeuropa für die völkerrechtswidrige Annexion der Krim durch Vermittlung des FPÖ-nahen rechten Aktivisten Robert Stelzl ab 2016 auch pro-putinistische Artikel in der VPM-Zeitschrift Zeit-Fragen platziert wurden.[96][97][98] Zeit-Fragen-Chefredaktorin Erika Vögeli bestritt daraufhin Kenntnisse von diesen Zusammenhängen.[99][100] Im September 2023 stufte der Nachrichtendienst des Bundes die Zeitschrift Zeit-Fragen als Verbreiterin russischer Propaganda und Desinformation ein.[101] Nach dem russischen Überfall auf die Ukraine organisierten die «Genossenschaft Zeit-Fragen» und das von Erika Vögeli präsidierte[102] «Institut für personale Humanwissenschaften und Gesellschaftsfragen» in Sirnach auch drei Veranstaltungen mit den österreichischen pro-putinistischen Persönlichkeiten Hannes Hofbauer[103][104] und Andrea Komlosy.[105]
- seit 2022: René Roca, VPM-Gründungsmitglied und regelmässiger Autor der putinfreundlichen VPM-Zeitschrift Zeit-Fragen, gehört dem Initiativkomitee der von der Vereinigung «Pro Schweiz» lancierten Volksinitiative «Wahrung der schweizerischen Neutralität (Neutralitätsinitiative)» an, die Wirtschaftssanktionen wie nach dem russischen Überfall auf die Ukraine verbieten möchte.[106] Die ehemaligen VPM-Mitglieder Henriette («Ariet») Hanke Güttinger (Redakteurin der putinfreundlichen Zeitschrift Zeitgeschehen im Fokus) und René Roca sind entgegen ihrer politischen Positionierung 2024 auch Erstunterzeichner des Aufrufs «Linke und Grüne sagen JA zur Neutralitäts-Initiative».[107]
- Die VPM-Spin-Offs Stiftung Psychologische Lehr- und Beratungsstelle (u. a. mit Jürg Aeschlimann, Erika Vögeli, Urs Graf und Peter Küpfer)[108][109] sowie Institut für personale Humanwissenschaften und Gesellschaftsfragen (IPHG) (u. a. mit Erika Vögeli, Eva-Maria Föllmer-Müller, Urs Graf und Moritz Nestor)[110] sind weiterhin aktiv.
- Die vom ehemaligen VPM-Mitglied Alexander Segert geleitete PR-Agentur Goal wirbt unter anderem für die Schweizerische Volkspartei, die Alternative für Deutschland, die Freiheitliche Partei Österreichs sowie weitere europäische rechtspopulistische Organisationen.[111][112]

## Publikationen
- Der VPM – was er wirklich ist: Tatsachen, Hintergründe, Analysen. Zürich 1991.
- Mut zur Ethik: Eine Besinnung auf gesellschaftliche Grundnormen und moralische Grundhaltungen im Individuum: Kongress vom 24. bis 26. September 1993 in Bregenz. Zürich 1993
- Mut zur Ethik: Schutz der Familie und der heranwachsenden Jugend: II. Kongress vom 23. bis 25. September 1994 in Feldkirch/Vorarlberg. Zürich 1994.
- Standort Schule – Schul«reform» – die heimliche Abschaffung der Schule, 4 Bände, Verlag Menschenkenntnis 1991, ISBN 3-906989-05-4
- Ausgegrenzt: VPM – Menschenrechtsverletzungen im schweizerischen Alltag, 34 Erfahrungsberichte, Verlag Menschenkenntnis 1993, ISBN 3-906989-30-5